# Mak
Mak (opijumski mak, opijumska čaura; lat. Papaver somniferum) je bilo koji od većeg broja upadljivih cvetova, tipično jedan po stabiljci, pripada porodici maka. Oni obuhvataju određen broj vrsta primamljivih divljih cvetova sa nađenih kako rastu pojedinačno ili u većim grupama; mnoge vrste takođe rastu u baštama. Oni koji rastu u baštama obuhvataju velike biljke korišćene u mešovitim travnatim oblastima i male biljke koje su gajene u stenovitim ili planinskim baštama.
Boje cveta maka obuhvataju: belu, roze, narandžastu, crvenu i plavu; neki imaju tamne oznake u sredini. Vrste koje se gaje godinama takođe uključuju mnoge druge boje u rasponu od jednobojnih tamnih vrsta do nežnih pastelnih nijansi. Središte cveta ima vijugave prašnike okružene okruglim ili peharastim skupom četiri do šest latica. Pre cvetanja latice su zgužvane u pupoljak, i kako cvetanje prestane latice često leže ravno pre nego što otpadnu.
Polen orijentalnog maka (lat. Papaver orientale) je tamno plave boje. Polen poljskog maka (lat. Papaver rhoeas) je od tamno plave do sive. Pčele koriste mak kao izvor polena.

## Simbolizam
Mak je dugo korišćen kao simbol sna i smrti: sna zbog opijuma koji se iz njega ekstrahuje, i smrti zbog njihove krvavo crvene boje. U grčko-rimskim mitovima, mak je korišćen kao dar mrtvima. Mak je korišćen kao amblem na nadgrobnim spomenicima kako bi označio večni san. Ovo gledište je korišćeno u Čarobnjaku iz Oza kako bi se dočarala magična polja maka, opasna jer su uzrokovala da onaj ko pređe preko njih spava zauvek. Drugo značenje i korišćenja maka u grčko-rimskim mitovima je simbol svetle grimizne boje koje označava obećanje uskrsnuća posle smrti.
Cvet maka koji se mnogim zemljama engleskog govornog nosi kao uspomena na pale vojnike u Prvom svetskom ratu je bulka (divlji mak)  lat. Papaver rhoeas. Bulka je običan korov u mnogim delovima Evrope, uključujući i Flandriju, gde su se vodile neke od najkrvavijih bitaka u Prvom svetskom ratu. Kanadski vojni hirurg, Džon MekKre napisao je pesmu "U poljima Flandrije" 3. maja 1915, nakon što je svedočio pogibiji prijatelja, poručnika Aleksisa Helmera. Uvodni stih pesme živopisno opisuje kako vetar niše cvetove divljeg maka (bulki) među krstovima koji obeležavaju grobove poginulih vojnika. Stoga je biljka postala simbol mrtvih vojnika u Prvom svetskom ratu. U mnogim državama Komonvelta, veštačke, papirne ili plastične verzije ovog maka se nose kako bi proslavile uspomenu na žrtvu veterana i civila u Prvom svetskom ratu i u drugim ratovima, tokom nedelja koje prethode Danu sećanja 11. novembra. U SAD je običaj da se nosi „drugarski mak“ (veštačke, papirne ili plastične verzije koje prodaju veterani Stranog rata tokom nedelja koje prethode Danu pomena poginulih, poslednjeg ponedeljka u maju kako bi se proslavila uspomena na veterane u mnogim ratovima; pošto Dan veterana 11. novembra je tu kako bi se počastvovali živi veterani).
U Kanadi, Kanadska kraljevska legija i Anavets organizacija dele makove svake jeseni pre Dana sećanja. Dizajn kanadskog maka se sastoji od latica napravljenih od crvene plastike sa filcanom postavom i crnim središtem postavljenim na iglu. 1980, Kanadska kraljevska legija je osnovala komitet koji bi odlučio o budućnosti maka i odlučeno je da središte bude promenjeno u zeleno kako bi predstavljalo zelena polja Francuske. Ovo se pokazalo omraženim među članovima Legije i dizajn je vraćen 1986. Nažalost veliki broj zelenih je već kupljen i odlučeno je da se nastavi proizvodnja zelenih centara dok se ne potroši zaliha filca. Trebalo je do 2002. da se istroši zeleni filc i tradicionalni crveni centri su se ponovo pojavili. Oni koji su bili neobavešteni ili su zaboravili da su crna središta korišćena za dizajn maka od svog uvođenja 1921. do 1980. su smatrali promenu donekle spornom.
Kalifornijski mak, Eschscholzia californica, je cvetni simbol Kalifornije.

## Upotreba
Seme belog maka pripada indijske vrste. Dodaje se jelima radi gustine, teksture i daje aromu u receptima. Obično korišćen za pripremu u Kurmi, mleveni mak, zajedno sa kokosom i ostalim vrstama, se kombinuju kao masa i dodaju na kraju kuvanja. Vrlo je teško samleti ih sirove, zato je najbolje pržiti ih nasuvo, i onda pomešati sa malo vode kako bi se dobila prava konzistentnost testa.
Seme opijuma maka (lat. Papaver somniferum) se široko konzumira u mnogim delovima centralne i istočne Evrope. Zašećerena, samlevena zrela semena se jedu sa testeninom, ili se kuvaju sa mlekom i koriste kao punjenje ili kao preliv za različite vrste slatkih testa. Mlevenje zrelih semena se izvodi ili industrijski ili kod kuće, gde se obično izvodi ručnim mlinom.
Seme maka se široko koristi u andrskoj, bengalskoj, orijskoj, nemačkoj, srpskoj, malabarskoj, rumunskoj, mađarskoj i austrijskoj kuhinji.
U Meksiku, Modelo grupa, proizvođači piva Korona, koristili su crveni mak u svom oglašavanju (skoro svaka slika koju su koristili imala je na sebi negde cvet maka) sve do 1960.

## Spoljašnje veze
- Mikroskopie Bilder[мртва веза]
- Längerer Artikel über den Schlafmohn Архивирано на веб-сајту  (21. новембар 2011)
- Zum Mohnanbau in Österreich
- Geschützte Ursprungsbezeichnungen (g.U.) in Österreich
- Zur Giftigkeit des Schlafmohns
- http://www.bfr.bund.de/cm/208/bfr_empfiehlt_vorlaeufige_maximale_taegliche_aufnahmemenge_und_einen_richtwert_fuer_morphin_in_mohnsamen.pdf Архивирано на веб-сајту  (18. јул 2011) Studie des BfR] (PDF)
- CVUA Karlsruhe: Maßnahmen zur Beseitigung von Morphin im Haushalt - Verzehrsempfehlungen für Verbraucher und Keine Suchtgefahr durch Mohnbrötchen.
- heilkräuter.de – Mak als Heilpflanze.
- awl.ch/heilpflanzen – Mak.
- Beschreibung in der Flora of Pakistan.